# Démocrite amoureux
 (août 2022).
Démocrite amoureux est une comédie en cinq actes, en vers, de Jean-François Regnard, représentée pour la première fois au Théâtre-Français le 12 janvier 1700.

## Argument
La reine d'Argos, après avoir perdu son premier époux, est venue à la cour du roi d'Athènes. Elle a épousé ce prince ; mais sous la condition que, si elle n'avait pas d'enfants de ce mariage, le successeur au trône épouserait Ismène, sa fille. La reine, contre son attente, a eu une fille, Chryséis, qu'elle a sacrifiée à sa tendresse pour Ismène, et qu'elle a fait remettre entre les mains d'un paysan nommé Thaller. Elle a substitué à Chryséis un autre enfant mal constitué, qui est mort peu de temps après, et par là Ismène est restée seule héritière du trône. Tel est le prologue de cette comédie. Vingt ans se sont écoulés, et Chryséis, tombée entre les mains d'un valet de Démocrite, a été élevée par le philosophe, qui n'a pu se défendre d'un tendre sentiment.
Strabon, son disciple, son domestique et en même temps son ami, plus sensuel que son maître, commence à se dégoûter de sa cuisine et, comme il s'est aperçu de l'amour de Démocrite, quand ce dernier lui fait des reproches sur son goût pour la bonne chère, il rétorque en lui reprochant à son tour son amour pour Chryséis. Jusque-là tout s'est passé en discussions ; mais Agélas, roi d'Athènes, que l'ardeur de la chasse a conduit près de la demeure des philosophes, paraît au moment où ceux-ci sont occupés à donner à Chryséis une définition de l'amour. La seule présence du jeune roi lui en apprend plus que tous leurs raisonnements. Si Chryséis ressent de l'amour pour Agélas, Agélas n'est pas moins épris de Chryséis. Ses beaux yeux, sa candeur, son innocence ont fait une impression si vive sur son cœur, qu'il détermine le philosophe à le suivre à la cour. Démocrite ne s'y voit qu'avec peine ; mais Strabon, Thaller et Chryséis ne demandent pas mieux que d'y rester. Richement vêtus et somptueusement nourris, ils sentent plus que jamais que la philosophie ne saurait tenir lieu de tous ces avantages.
Cependant Ismène, qui cherche à traverser les amours du roi et de Chryséis, député sa suivante Cléanthis à Démocrite pour lui conseiller de partir et d'emmener sa suite avec lui. Cléanthis, qui trouve Strabon à son gré, sent d'abord de la répugnance à contribuer elle-même à son départ ; mais lorsqu'elle vient à découvrir que ce même Strabon est son mari, qui l'a quittée à peu près vers le temps où Chryséis a été remise entre les mains de Thaller, elle devient furieuse et jure l'amour dont, un instant auparavant, elle lui avait fait l'aveu. Strabon, à sa vue, voulait d'abord partir ; mais, toutes réflexions faites, il restera. Thaller lui-même est fort content de son nouvel habit et surtout de la cuisine du palais ; une seule chose l'attriste : les valets qui l'ont déshabillé lui ont enlevé un bracelet de perles ; or ce bracelet est celui que portait Chryséis lorsqu'elle lui fut confiée ; il sert à la faire reconnaître, et par suite à dénouer la pièce, qui se termine par le mariage du roi avec Chryséis. La princesse Ismène épouse Agénor, ami et favori du roi, et Démocrite, après avoir surmonté sa passion, finit par en faire l'aveu au prince, qui l'engage à se fixer à la cour. Mais il quitte le palais pour aller rire tout à son aise des travers et des ridicules qu'il y a remarqués.
Cette pièce, où l’on trouve une critique vraie des mœurs et des usages du temps, est remplie de détails agréables, et, bien qu'elle pèche contre l'unité de lieu, nous trouvons que La Harpe a censuré trop vivement cette comédie.

## Source
Pierre Larousse, Grand Dictionnaire universel du XIXe siècle, t. 6, p. 411.